# 先朗县
先朗县（越南语：／）是越南海防市下辖的一个县。面积189平方公里，2018年总人口182200人。

## 地理
先朗县西和西南接永保县，东北接海阳省青河县和四岐县，北接安老县和建瑞县，东临北部湾，东南接太平省太瑞县。

## 历史
阮朝时，先朗县为海阳省南策府先明县。建福元年（1884年），避咸宜帝讳，改名先朗县。
成泰五年（1893年）七月，先朗县划归海阳海防衙，海防衙正式改设为海防省。
成泰十年（1898年）正月，海防省省莅自海防市迁至安老县扶辇社，改省名为扶辇省。
成泰十八年（1906年）正月，扶辇省取建瑞府和安阳县首字，改名为建安省。
1962年10月27日，建安省整体并入海防市。先朗县随之划归海防市管辖。
1981年5月18日，振兴社分设为南兴社和北兴社。
1986年3月18日，在振兴新经济区设立东兴社和西兴社。
1987年2月14日，明德社改制为先朗市镇。
1993年11月23日，荣光社部分区域和荣光农场合并为先兴社。
2020年1月10日，先兴社并入荣光社，先进社并入掘进社。
2024年10月24日，越南国会常务委员会通过决议，自2025年1月1日起，全胜社、白藤社和光复社合并为新明社。

## 行政区划
先朗县下辖1市镇18社，县莅先朗市镇。
- 先朗市镇（Thị trấn Tiên Lãng）
- 北兴社（Xã Bắc Hưng）
- 急进社（Xã Cấp Tiến）
- 大胜社（Xã Đại Thắng）
- 团立社（Xã Đoàn Lập）
- 东兴社（Xã Đông Hưng）
- 雄胜社（Xã Hùng Thắng）
- 起义社（Xã Khởi Nghĩa）
- 建设社（Xã Kiến Thiết）
- 南兴社（Xã Nam Hưng）
- 掘进社（Xã Quyết Tiến）
- 新明社（Xã Tân Minh）
- 西兴社（Xã Tây Hưng）
- 先强社（Xã Tiên Cường）
- 先明社（Xã Tiên Minh）
- 先胜社（Xã Tiên Thắng）
- 先清社（Xã Tiên Thanh）
- 自强社（Xã Tự Cường）
- 荣光社（Xã Vinh Quang）